# Rhodogaster chilensis
Rhodogaster chilensis är en svampart som beskrevs av E. Horak 1964. Rhodogaster chilensis ingår i släktet Rhodogaster och familjen Entolomataceae.   Inga underarter finns listade i Catalogue of Life.